# Zachary Knighton
Zachary Andrew Knighton (Alexandria, 25 de outubro de 1978) é um ator estadunidense.

## Inicio da vida e educação
Knighton nasceu em Alexandria, Virginia e em 1996 graduou-se na Frank W. Cox High School em Virginia Beach, Virgínia e da Escola Governador para as Artes . Depois, ele participou de Virginia Commonwealth University .  Knighton é um grande fã de filmes de terror e surf.[carece de fontes?]
Em 2007, ele estrelou no filme de terror A Morte Pede Carona com Sophia Bush.

## Vida pessoal
Knighton vive em Malibu com sua esposa Hang e sua filha Tallulah. BuddyTV classificou-o 94º lugar em sua lista de "TV's Sexiest Men of 2011".

## Trabalhos

### Filmes
| Ano  | Filme              | Personagens  | Notas |
| ---- | ------------------ | ------------ | ----- |
| 2000 | Cherry Falls       | Mr. Rolly    |       |
| 2002 | La vie nouvelle    | Seymour      |       |
| 2003 | The Mudge Boy      | Travis       |       |
| 2004 | The Prince & Me    | John Morgan  |       |
| 2007 | The Hitcher (2007) | Jim Halsey   |       |
| 2007 | Supreme Courtships | Clyde        |       |
| 2008 | Surfer, Dude       | Billo Murphy |       |
| 2010 | Tug                | Judd         |       |
| 2011 | Satellite of Love  | Blake        |       |
| 2012 | Teddy Bears        | Dave         |       |

### Televisão
| Ano       | Nome                              | Personagens      | Notas         |
| --------- | --------------------------------- | ---------------- | ------------- |
| 2001      | Ed                                | Stephen          | 1 Episódio    |
| 2001      | Law & Order                       | Paul Wyler       | 1 Episódio    |
| 2004      | Law & Order: Special Victims Unit | Lukas Ian Croft  | 1 Episódio    |
| 2005      | Life on a Stick                   | Laz Lackerson    | 2 Episódios   |
| 2005      | Love, Inc.                        | Brad             | 1 Episódio    |
| 2006      | Related                           | Gary             | 2 Episódio    |
| 2008      | It's Always Sunny in Philadelphia |                  | 1 Episódio    |
| 2009      | Bones (série)                     | Chet Newcomb     | 1 Episódio    |
| 2009–2010 | FlashForward                      | Dr. Bryce Varley | Serie Regular |
| 2010      | House MD                          | Billy            | 1 Episódio    |
| 2011–2013 | Happy Endings                     | Dave Rose        | Serie Regular |

### Websérie
| Ano  | Título                     | Papel     | Notas              |
| ---- | -------------------------- | --------- | ------------------ |
| 2012 | Happy Endings: Happy Rides | Dave Rose | Dirigiu 1 episódio |